# Faycal Rherras
Faycal Rherras (Liege, 7 de abril de 1993) é um futebolista profissional belga-marroquino que atua como defensor.

## Carreira
Faycal Rherras integrou a Seleção Marroquina de Futebol que disputou o Campeonato Africano das Nações de 2017.